# Nervus ulnaris

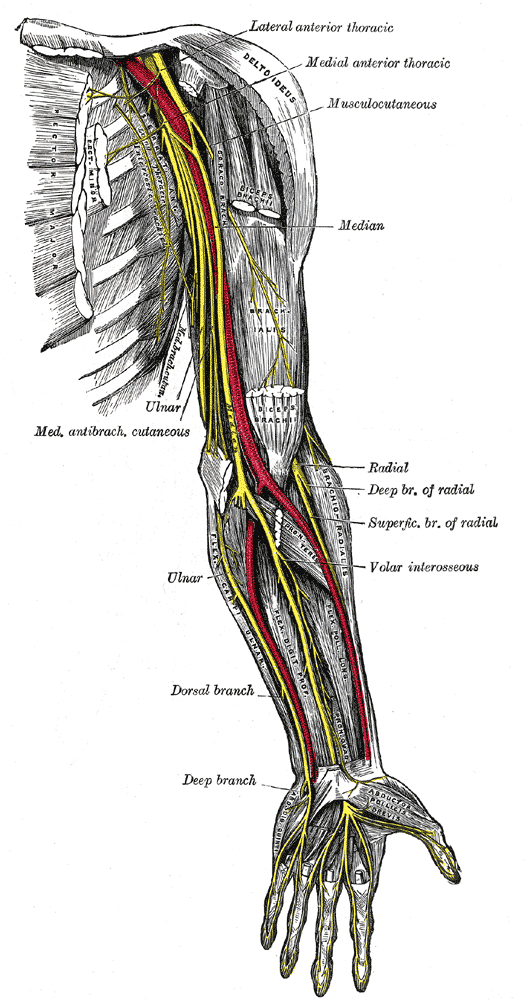
Vänster arms nerver.
Illustration: Gray's Anatomy, 1918. (PD)

Nervus ulnaris (latin: "armbågsbenets nerv") är, i människans kropp, en nerv som passerar längs med armens mediala sida (ulnar- eller insidan) och försörjer underarmens och handens muskler och hud. Nerven är den som oftast ger upphov till en s.k. änkestöt vilket beror på att den kläms mot underliggande benstrukturer.
N. ulnaris har sitt ursprung i de mellersta nervknippena (fasciculus medialis) i axelns nervfläta (plexus brachialis) med rötter i ryggradens åttonde cervikalnerv och första thorakalnerv (C8–T1).
I överarmens övre hälft löper n. ulnaris medialt vid sidan av a. axillaris och a. brachialis för att sedan passera genom överarmens mediala intermusklulära septum (septum intermusculare mediale brachii) till överarmens dorsalsida.
Vid armbågen passerar n. ulnaris i en fåra (sulcus nervi ulnaris) mellan överarmsbenets mediala epikondyl (epicondylus medialis humeri) och armbågsbenets proximala utskott olekranon (olecranon). Där utsätts ofta n. ulnaris för stötar kallade änkestötar.
I underarmen passerar n. ulnaris mellan m. flexor carpi ulnaris två huvuden. Där avger den grenar till denna muskel och de ulnara delarna av m. flexor digitorum profundus. Nerven löper sedan vidare mellan dessa muskler.
I underarmens distala hälft avger n. ulnaris en sensorisk gren (ramus dorsalis) till handryggen som också försörjer de proximala delarna av de två ulnara fingrarna. Huden i handflatans mediala del försörjs av en egen gren (ramus palmaris).
I handleden delar sig n. ulnaris ovanför flexorretinaklet i en ytlig och i en djup gren: ramus superficialis och ramus profondus.